# Miłosz Szpar
Miłosz Szpar (ur. 5 czerwca 2002 w Rzeszowie) – polski szachista, arcymistrz od 2025 roku.

## Kariera szachowa
Udział w zawodach szachowych zaczął od startu w turnieju szachowym w 2010 w Polanicy-Zdroju (Memoriał Akiby Rubinsteina, open D), gdzie zajął 1. miejsce. Zdobył medal mistrzostw Polski juniorów: złoty w 2020 w Szklarskiej Porębie (do 18 lat). Był medalistą mistrzostw Polski juniorów w szachach szybkich (w tym trzykrotnie mistrzem Polski: Warszawa 2010 – do lat 8, Warszawa 2012 – do lat 10 i Rzeszów 2018 – do lat 18) oraz sześciokrotnym medalistą mistrzostw Polski juniorów w szachach błyskawicznych (w tym mistrzem Polski: Warszawa 2010 – do lat 8 i Warszawa 2012 – do lat 10).
Reprezentował Polskę na mistrzostwach świata juniorów (1 raz) oraz mistrzostwach Europy juniorów (4 razy), najlepszy wynik uzyskując w 2018 w Porto Karas (20. m. na MŚJ do 16 lat). Dwukrotnie zwyciężał w turniejach: 2010 w Polanicy-Zdroju (Memoriał Akiby Rubinsteina, open D) i 2020 w Pokrzywnej (Puchar Gór Opawskich, turniej open), razem z Robertem Tustanowskim.
Najwyższy ranking w dotychczasowej karierze osiągnął 1 maja 2024, z wynikiem 2509 punktów.

## Osiągnięcia
Indywidualne mistrzostwa Polski:
- Kruszwica 2022 – dz. X m[6].

Indywidualne mistrzostwa świata juniorów:
- Porto Karas 2018 – XX m

Indywidualne mistrzostwa Europy juniorów:
- Mamaja 2017 – XIX m

Indywidualne mistrzostwa Polski juniorów:
- Mielno 2011 – IV m
- Poronin 2012 – VI m
- Wałbrzych 2013 – VII m
- Ustroń 2017 – VIII m
- Jastrzębia Góra 2018 – IX m
- Szklarska Poręba 2020 – złoty medal

Drużynowe mistrzostwa Polski juniorów:
- Kudowa-Zdrój 2018 – srebrny medal[9]
- Ustroń 2020 – złoty medal[10]

Wybrane sukcesy w innych turniejach:
- 2010 – I m. w Polanicy-Zdroju (Memoriał Akiby Rubinsteina, open D)[5]
- 2011 – II m. w Krakowie (Cracovia 2010/11, open D)[11]
- 2020 – dz. I m. w Pokrzywnej (Puchar Gór Opawskich, turniej open)[7]
- 2021 – dz. IV m. w Jastrzębiej Górze (półfinał MP – awans)[12]
- 2023 – dz. II m. w Lorce (XI International Lorca Chess Open A)[13], dz. III m. w Alborayi (III Open Internacional CA Monteolivete)[14]